# Palazzo Grondana
Il Palazzo Grondana (o Grondona), o Palazzo d'Harcourt, o Casa Vélo, è un palazzo storico di Torino costruito nella metà del Seicento in Via XX Settembre 41, nella antica Contrada della Provvidenza e ristrutturato profondamente tra il 1782 e il 1783 su progetto dell'architetto Filippo Castelli . E' tutelato come edificio di interesse storico-artistico.
Dal 2020 il palazzo ospita, al piano nobile, un hotel di lusso .

## Storia
Il primo manufatto venne edificato dalla famiglia Grondana (provenienti dalla Liguria, dove si chiamavano Grondona) nel 1642 , per ospitare la sede della Pallacorda o Trincotto. Il Trincotto Grondana di San Maurizio fu il primo nome della attuale Via XX Settembre.
Dopo una imponente ristrutturazione tra il 1782 e il 1783 voluta dal Conte Grondana su progetto dell'architetto Filippo Castelli, il palazzo venne venduto al Conte Erasmo Giuseppe d'Harcourt, figlio di Giuseppe Antonio Ignazio D'Arcour, scudiere del Principe di Carignano , già proprietario di alcuni immobili nel centro storico torinese tra cui il palazzo di famiglia in Via Barbaroux. Dopo l'acquisto la famiglia vi trasferì la residenza . 
Nel 1910, un anno prima della Esposizione internazionale del 1911, i D'Harcourt cambiarono residenza e lo affittarono ai gestori dell'Hotel Victoria, uno dei più apprezzati della città, successivamente rinominato “Modern Hotel”.
Nel 1912 Maria Trombetta, insieme a suo marito Luigi, decise di aprire, al piano terreno dello stabile, un esercizio pubblico: una vineria affiancata ad una caffetteria, una delle prime comparse nel centro della città. L’attività registrò enormi crescite soprattutto dopo la seconda guerra mondiale, quando iniziò a mutare in torrefazione di caffè e così, nel 1980, unendosi ad altri due marchi torinesi, divenne l’odierna Costadoro Spa .
La famiglia d’Harcourt mantiene la proprietà fino al 1926, quando cede il palazzo al Banco di Roma che, dopo pochi mesi, lo rivende alla STIGE (Società Torinese Industria Gas Elettricità), in piena espansione dopo la Prima Guerra Mondiale, il cui nome subisce diverse modifiche nel corso degli anni, diventando poi "Società Italiana per il Gas" e, infine, Italgas. La società vi trasferisce la sede legale nel 1927 lasciando gli uffici di Via Lagrange 12 e fino al 2006, anno in cui la sede verrà nuovamente trasferita, l'edificio verrà conosciuto come "il palazzo del Gas". 
Bombardato nel gennaio 1942 durante la Seconda Guerra Mondiale, ospitò anche gare di sciabola  e dopo il trasloco dell'Italgas conobbe anni di abbandono. Nel 2019 il palazzo è acquistato dalla società Primula Costruzioni srl che lo ristruttura e ne ricava 94 alloggi di prestigio .
Il nome del nuovo complesso, Casa Vélo, è dovuto al fatto che, durante la Seconda Guerra Mondiale, nei suoi sotterranei c'era un rifugio antiaereo, in cui sono state ritrovate due biciclette: pedalando si manteneva in funzione la dinamo, che dava luce al rifugio e ne permetteva, in qualche modo, l'aerazione. Tanti decenni dopo, si è voluto rendere omaggio a quelle biciclette, chiamando Vélo, bicicletta in francese, il nuovo edificio. La bicicletta è intesa "come immagine di protezione e resilienza" ed è diventata simbolo del nuovo edificio .

## Descrizione
Costruito nel Seicento su manufatto preesistente, è stato profondamente ristrutturato a fine Settecento su progetto dell’architetto astigiano Filippo Castelli, mentre la facciata fu realizzata dall’architetto Carlo Borda, secondo il gusto dell'epoca: ha facciata simmetrica con portone centrale monumentale, sormontato da un balcone a sottolineare l'importanza della fascia centrale verticale .
Durante la proprietà della Banca di Roma, si provvede alla copertura del cortile con un lucernario, in modo da ricavare il salone degli sportelli per il pubblico, ancora attualmente in uso .